# آق‌توغای (ساری‌سو)
آق‌توغای (به قزاقی: Ақтоғай، اقتوعاي) یک منطقهٔ مسکونی در قزاقستان است که در استان جامبیل واقع شده‌است. آق‌توغای ۷۸۱ نفر جمعیت دارد.